# Bharagonalia sumatrana
Bharagonalia sumatrana är en insektsart som beskrevs av Bierman 1910. Bharagonalia sumatrana ingår i släktet Bharagonalia och familjen dvärgstritar. Inga underarter finns listade i Catalogue of Life.